# 홍의역
홍의역(洪儀驛)은 라선시 선봉구역에 있는 함북선의 철도역이다. 본 역에서 두만강의 용현역까지 가는 홍의선이 본 역에서 분기한다.
틀:홍의선